# Luís Fróis

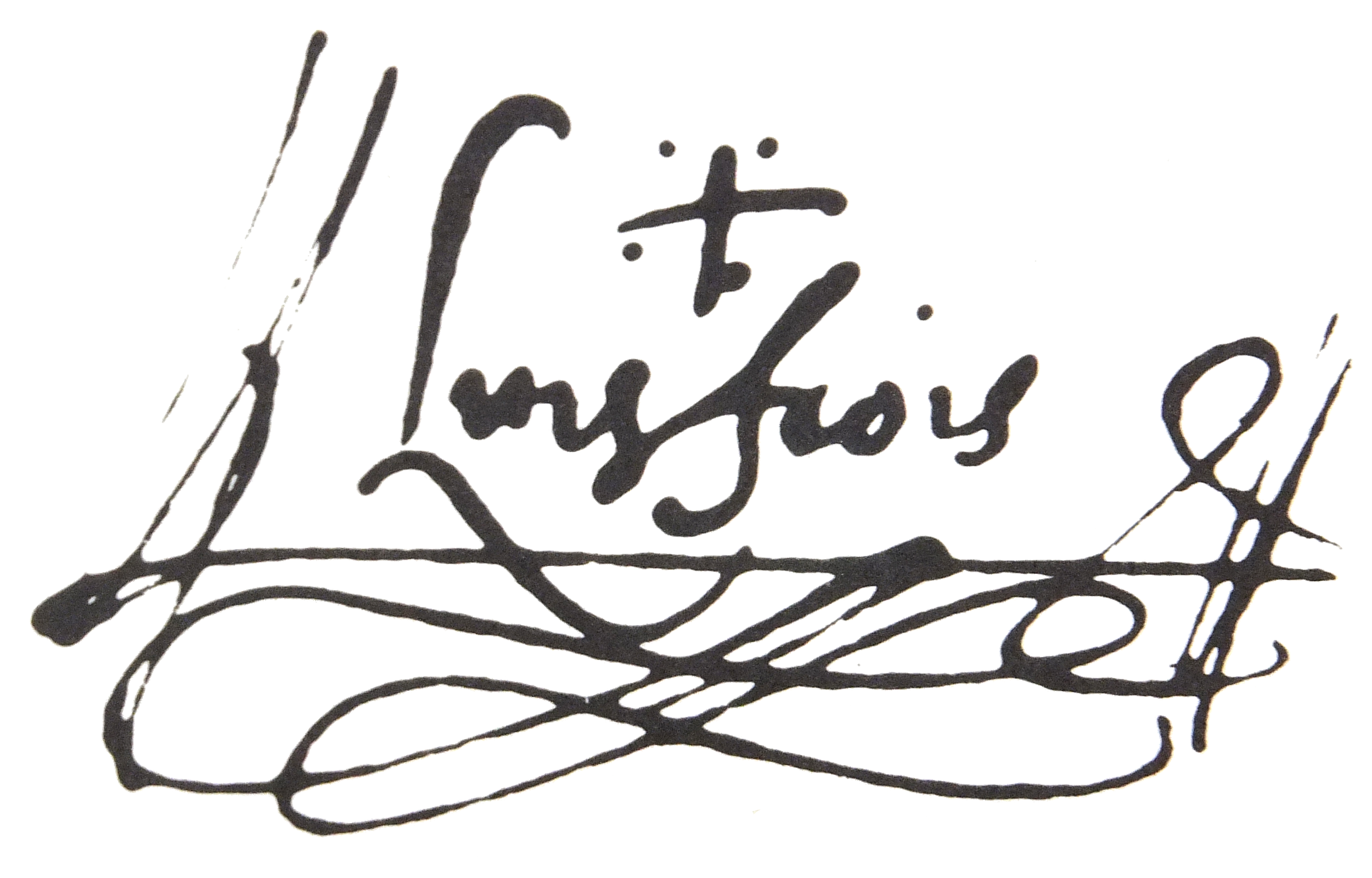
Unterschrift von Frois mit Manu-propria-Zusatz

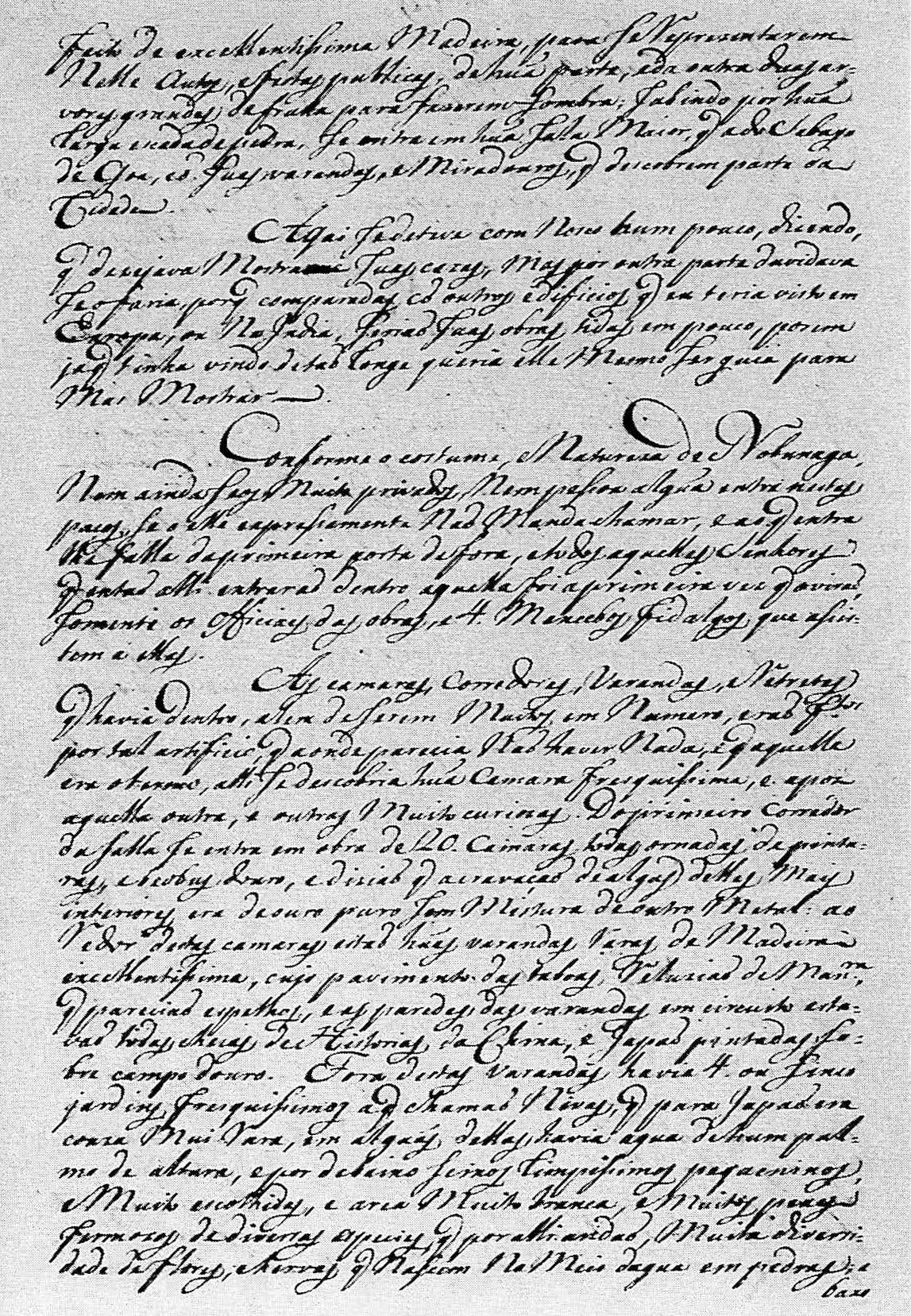
Manuskriptseite aus der História do Japão

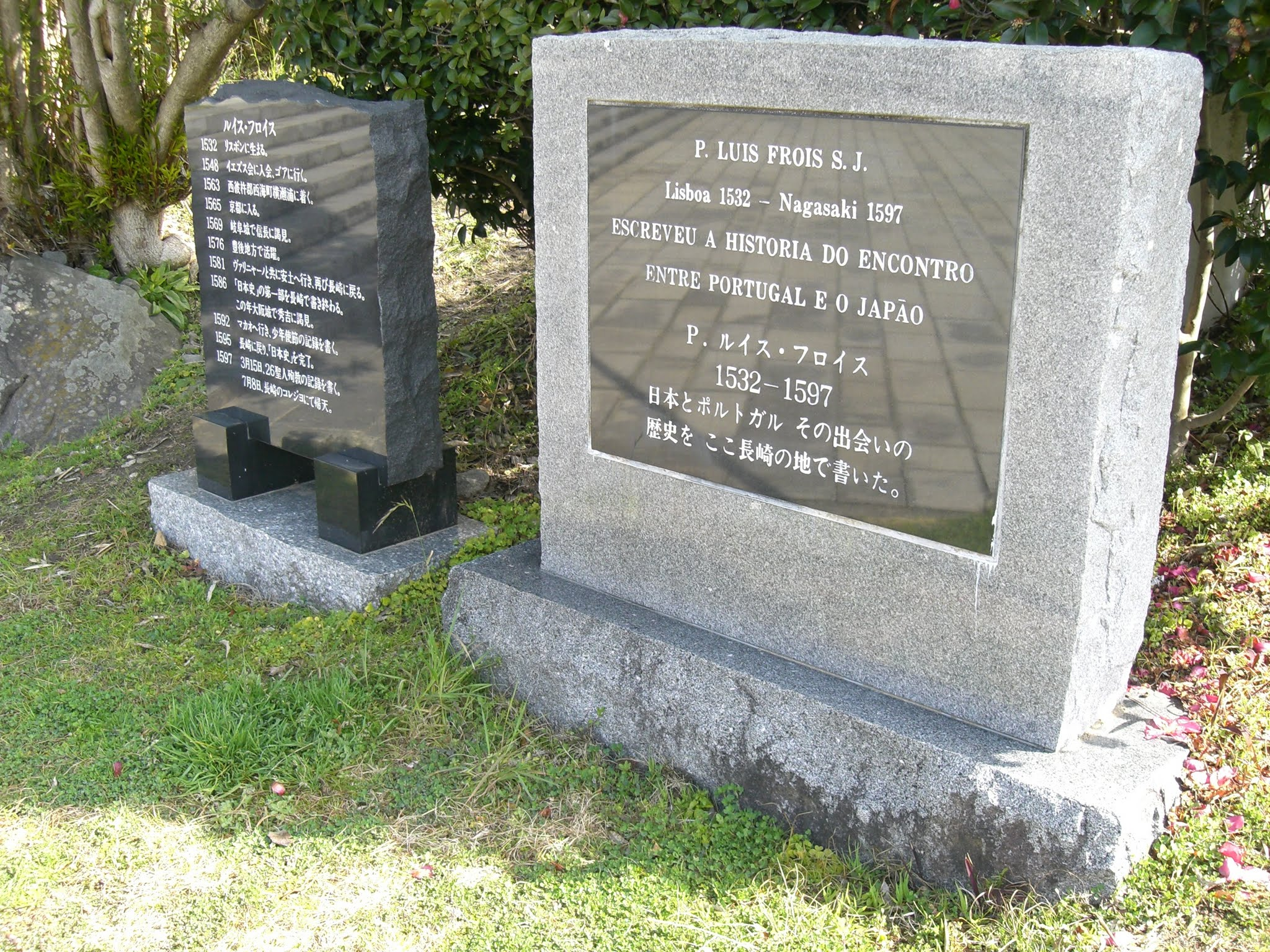
Gedenkstein für Fróis in Nagasaki. Links davon ein tabellarischer Lebenslauf.

Luís Fróis (* 1532 in Lissabon; † 8. Juli 1597 in Nagasaki (Japan)) war ein portugiesischer Missionar der Gesellschaft Jesu, der eine herausragende Rolle im „Christlichen Jahrhundert“ Japans spielte.
Einzelheiten seiner Kindheit und frühen Jugend sind nicht bekannt. Fróis wuchs am Hofe des portugiesischen Königs Johann III., genannt „der Fromme“ (O Piedoso oder O Pio) bzw. „der Kolonialherr“ (o Colonizador) auf. Für eine Weile arbeitete er in der königlichen Kanzlei, was ihm später bei seinen administrativen Aufgaben zugutekam. Im Februar 1548 trat er auf Anregung von Simão Rodrigues de Azevedo, Weggefährte des Ignatius von Loyola und Mitbegründer des Jesuitenordens, der Gesellschaft Jesu bei.

## Aufbruch gen Osten
Schon nach wenigen Wochen reiste er auf der Galega mit einer Gruppe von neun Jesuiten zum portugiesischen Stützpunkt Goa in Indien, wo er im Oktober anlandete. Hier hatte Francisco de Xavier sechs Jahre zuvor das St.-Pauls-Kolleg (Colégio de São Paulo) für die Ausbildung von Missionaren als Stützpunkt der Mission Ostasiens gegründet. Nach Angaben von Gefährten scheint er ein nicht allzu emotionaler Mensch gewesen zu sein, der schriftstellerisch begabt vielfältige Aufgaben umsichtig erledigte. Schon 1552, also im Alter von 20 Jahren, verfasste er den Jahresbericht von Indien.
1554 brach Fróis im Gefolge Melchior Nunes Barretos nach China auf, wurde dann aber in Malakka mit der Leitung einer kleinen Schule beauftragt. In dieser Funktion vervielfältigte er u.a anderem Briefe aus Japan und leitete diese nach Goa und Portugal weiter. 1558 kehrte er nach Goa zurück und nahm theologische Studien auf. 1561 wurde er schließlich zum Priester geweiht.
1563 schickte ihn die Gesellschaft nach Japan auf einem Schiff des Dom Pedro da Guerra. Am 6. Juli jenes Jahres landete er in dem kleinen Hafen Yokoseura auf der Insel Kyūshū an. Mit Ausnahme eines dreijährigen Aufenthaltes in Macau verbrachte er fortan sein Leben in Japan. Zunächst eignete er sich in Takushima Sprach- und rudimentäre Landeskenntnisse an. Danach wurde er an verschiedenen Orten des Landes eingesetzt, doch entscheidend für seine Akkulturation und Arbeit waren die zwölf Jahre in Miyako (heute Kyōto), wo der Tennō residierte. Nach und nach lernte er wichtige Persönlichkeiten jener Zeit kennen. So traf er 1565 mit dem damaligen Shogun Ashikaga Yoshiteru und vier Jahre darauf mit Oda Nobunaga, dem faktischen Herrscher über den Archipel, zusammen.

## Fróis und Oda Nobunaga
Oda sah in den christlichen Missionaren ein Gegengewicht zu den ihm feindlich gesinnten buddhistischen Sekten. Große Tempel wie der Enryaku-Tempel (Enryaku-ji) auf dem Berg Hiei-zan oder der Negoro-Tempel (Negoro-ji) verfügten über Mönchskrieger (sōhei), die ihnen einen erheblichen Einfluss in den seinerzeitigen Hegemonialkämpfen verliehen. Nach einem Treffen mit Fróis erhielten die Jesuiten die Erlaubnis zur Missionierung in Kyōto und den umliegenden Gebieten. Zuvor war ihnen dies nur in jenen Gebieten Kyūshūs möglich, deren Landesherren (Daimyō) zum Christentum konvertiert waren oder sich wirtschaftliche Vorteile durch Handel mit den Portugiesen erhofften.
Das zunächst freundliche Verhältnis zwischen Fróis und Oda kühlte allerdings mit der Zeit ab, teils, weil Oda sich weigerte, zu konvertieren, teils auch, weil er verfügte, ein zu errichtender Tempel solle ihn postum als Gottheit verehren. Als Oda 1582 im brennenden Honnō-Tempel (Honnō-ji) zu Kyoto eingekesselt Seppuku beging, wurde Fróis, der in einer gegenüberliegenden Kirche weilte, zum Augenzeugen. Eines seiner zahlreichen Sendschreiben (cartas) geht hierauf detailliert ein.

## Fróis als Autor
In den Jahren 1580 bis 1582 inspizierte der Visitator der Gesellschaft Jesu, Alessandro Valignano, den japanischen Archipel, um sich einen Eindruck von den Erfolgen und Problemen der Mission zu verschaffen und den weiteren Kurs der Gesellschaft festzulegen. Bislang gab es an schriftlichen Unterlagen zu Japan lediglich die Korrespondenz führender Missionare und jährliche Rechenschaftsberichte. Fróis erhielt den Auftrag, die Geschichte der Mission in Japan zusammenzufassen. Der erste Teil seiner História do Japão wurde 1586 abgeschlossen. Nach seiner zweiten Japanreise nahm Valignano Fróis im Jahre 1592 mit nach Macau, wo dieser bis 1595 die letzten Kapitel des zweiten Teils fertigstellte. Valignano zeigte wenig Interesse an einer Druckausgabe, so dass das Werk erst im 20. Jh. publiziert wurde.
Daneben verfasste Fróis für Valignano eine Abhandlung über die Kulturgegensätze zwischen Europa und Japan: Tratado em que se contêm muito sucinta e abreviadamente algumas contradições e diferenças de costumes entre a gente de Europa e esta província de Japão. In 611 kurzen Merksätzen (Distichen) stellt er in Themen gruppiert (Männer, Frauen, Kinder, Essen und Trinken, Waffen, Ärzte, Arzneimittel, Therapien, Krankheiten, Bücher, Häuser, Gärten, Pferde, Schiffe, Dramen, Tänze, Gesang, Musikinstrumente usw.) eine Reihe von Unterschieden einander gegenüber. Dieser Text wurde zwar erst im 20. Jh. gedruckt, doch in Valignanos berühmten Advertimentos e avisos acerca dos costumes e catangues de Japão (1582) sowie dem Sumario de las cosas de Japon (1583) intensiv verwertet, so dass man Spuren hiervon sogar in niederländischen Publikationen des 17. Jhs. nachweisen kann.
Eine stattliche Reihe seiner Sendbriefe nach Europa wurde in den 90er Jahren des 16. Jahrhunderts in italienischer und lateinischer Übersetzung gedruckt. Besonders die von Luigi Zanetti publizierten Beschreibungen des Todes christlicher Märtyrer im Zuge der zunehmend schärferen Verfolgung erlebten eine weite Verbreitung.

## Tod in Japan
Das Leben in Macau mit seinem heißen Klima, der anderen Nahrung wie auch die Anstrengungen im Dienste Valignanos setzten Fróis schwer zu. Er selbst beklagte sich, dass er dort keinen einzigen gesunden Tag gehabt habe. Auch scheint das persönliche Verhältnis zu Valignano nicht ohne Spannungen gewesen zu sein. Nach Abschluss seiner Historia de Japam bat der erkrankte Fróis 1595 um die Erlaubnis zur Rückkehr nach Japan. Er starb zwei Jahre darauf in Nagasaki.

## Schriften
- Die Geschichte Japans (1549-1578) – nach der Handschrift der Ajudabibliothek in Lissabon übersetzt und kommentiert von G. Schurhammer und Ernst Arthur Voretzsch. Verlag der Asia Major, Leipzig 1926.
- Historia de Japam – edição anotada por José Wicki. Lissabon: Biblioteca Nacional de Lisboa, 1976–1884.
- Segunda parte da Historia de Japam : que trata das couzas, que socedarão [i.e. socederão] nesta V. Provincia da Hera de 1578 por diante, comecãdo pela Conversão del Rey de Bungo (1578-1582) [...] editados e anotados por João do Amaral Abranches Pinto e Yoshitomo Okamoto.Edição da Sociedade Luso-Japonesa,
- Tratado em que se contêm muito sucinta e abreviadamente algumas contradições e diferenças de costumes entre a gente de Europa e esta província de Japão. Druck: Kulturgegensätze Europa-Japan (1585) Erstmalige, kritische Ausg. des eigenhändigen portugiesischen Frois-Textes in der Biblioteca de la Académia de la História in Madrid mit deutscher Ubersetzung, Einleitung und Anmerkungen von Josef Franz Schütte. Tokyo, 1955.
- Relatione della gloriosa morte di XXVI. posti in croce : per commandamento del Re di Giappone, alli 5. di Febraio 1597 de quali sei furno religiosi di S. Francesco, tre della Compagnia di Giesù, & dicesette Christiani Giapponesi. Mandata dal P. Luigi Frois alli 15. di Marzo al R.P. Claudio Acquaviva generale di detta Compagnia ; et fatta in Italiano dal P. Gasparo Spitilli di Campli della medesima Compagnia. Appresso Luigi Zannetti, 1599.
- Tratado dos Embaixadores Japões que forão de Japão a Roma no Anno de 1582. Manuskript, Biblioteca Nacional de Portugal, COD. 11098 (Digitalisat).

## Weitere Missionare
- Francisco Javier
- Alessandro Valignano